# Bujunda
Die Bujunda (russisch Буюнда) ist ein 434 km langer rechter Nebenfluss der Kolyma in Sibirien (Russland, Asien).
Die Bujunda entspringt im Kolymagebirge in der Oblast Magadan, die sie auch in seinem gesamten Verlauf durchfließt. Im Unterlauf bildet sie Stromschnellen.
Das Einzugsgebiet umfasst 24.800 km². Die mittlere monatliche Wasserführung im Mittellauf (unterhalb der Einmündung des Nebenflusses Burkat; 265 km oberhalb der Mündung in die Kolyma) beträgt 87,5 m³/s (Minimum im April: 1,81 m³/s, Maximum im Juni: 398 m³/s). Die Bujunda gefriert von Oktober bis Mai. Im Einzugsgebiet der Bujunda gibt es mehr als 1500 Seen.